# Coyotes (televisieserie)
Coyotes (Internationaal: The Coyotes) is een Belgische televisieserie. In 2021 werd het gepubliceerd op Proximus Pickx en uitgezonden op La Une, waarna het ook wereldwijd beschikbaar werd gesteld op Netflix.

## Plot
Een groep scouts arriveert in de Ardennen voor een zomerkamp. Kevin verlaat het terrein en stuit tijdens het duiken in een grot op het lichaam van de vermiste Toni, die eerder was beschoten door de corrupte douanier Marc Moyersoen wegens het stelen van diamanten. Kevin neemt de diamanten mee en verbergt ze in het bos. Mettertijd krijgen echter steeds meer scouts lucht van Kevins vondst. Furet helpt het lichaam van Toni weg te werken en de groep reist af naar Antwerpen in de hoop de diamanten te kunnen verkopen. De onderlinge verstandhoudingen worden daarbij op de proef gesteld. Moyersoen, die enige tijd in de veronderstelling was dat Toni nog leeft, wil zijn diamanten terugkrijgen. Zodoende achtervolgt hij de scouts. Zelf wordt hij onder druk gezet door Indiërs voor wie hij de diamanten in bewaring hield. 

## Rolverdeling (selectie)
- Louka Minnella als Kevin
- Dara Tombroff als Marie
- Kassim Meesters als Furet
- Sarah Ber als Mangouste
- Anas El Marcouchi  als Mouss
- Victoria Bluck als Panda
- Michaël Mahjoubi als Toni

- Philippe Jeusette als Pastoor Julek
- Valérie Bodson als Anne-Françoise
- Steve Driesen als Marc Moyersoen
- Félix Vannoorenberghe als Doberman
- Magaly Teixeira als Dona
- Nilton Martins als Angelo
- Léo Moreau als Freddo

- Jesuthasan Antonythasan als Amine
- Isabelle Defossé als Martine
- Ronnie Commissaris als Werner Van Eyken
- Tessa Balzano als Impala
- Sundeep Bhardwaj als Banshali
- Niharica Raizada als Kartash

## Achtergrond
De serie werd gefilmd aan beide zijden van de Belgisch-Luxemburgse grens, onder meer nabij Bissen, Martelange en Fouches. Het zomerkamp uit de serie was gepositioneerd bij Château de Birtrange in Schieren.